# مرضیه زارعی

مرضیه زارعی (۵ اسفند ۱۳۶۸ مرودشت شیراز–۲۹ مرداد ۱۳۸۷) مخترع اهل ایران بود که در ۱۸ سالگی به طرز مشکوکی درگذشت. او مخترع نوع جدیدی از پودر انگشت‌نگاری بود که تولید داخلی آن، ایران را از هزینه سنگین واردات این پودر معاف می‌کرد. اختراع وی با شماره گواهی ثبت اختراع ۴۵۷۴۷ به ثبت رسیده بود.
این پودر انگشت‌نگاری بر خلاف نمونه‌های خارجی در خود مواد سمی ندارد.

## شکایت از نیروی انتظامی
مطابق مدارک موجود ۳۰ام آبان ماه سال ۱۳۸۶ مرضیه زارعی این اختراع را به تأیید نیروی انتظامی می‌رساند، و ۲۴ آذر ۱۳۸۶ از سرهنگ محمد محمدی، رئیس پلیس آگاهی استان فارس نامه‌ای برای مرکز تحقیقات رئیس پلیس ناجا دریافت می‌کند. ۲ بهمن ۱۳۸۶ اظهارنامه ثبت اختراع وی ثبت و تأیید می‌شود.
اردیبهشت ۱۳۸۷، سردار جعفری رئیس پلیس آگاهی کشور از ساخت این پودر خبر داد و گفت:
با ساخت این پودر دیگر نیازی به واردات آن که مستلزم هزینه سنگین است، نداریم.
همزمان سرهنگ قاسمی، رئیس معاونت اجتماعی پلیس آگاهی کشور اعلام کرد که: «این اشتباه است. کشف این پودر کار نیروهای تشخیص هویت نیروی انتظامی است.» اما دربارهٔ شماره ثبت و زمان ثبت این اختراع توسط نیروی انتظامی چیزی نمی‌گوید و می‌گوید که اگر این مخترع بخواهد می‌تواند از نیروی انتظامی شکایت کند تا اطلاعات را در اختیارشان قرار دهیم. خبر شکایت مرضیه زارعی از نیروی انتظامی به دادگاه در خبرگزاری‌ها نیز منتشر شد.

## درگذشت
مرضیه زارعی در ۳۰ مرداد ۱۳۸۷ در سن ۱۸ سالگی بر اثر ایست قلبی در بیمارستان شهید فقیهی شیراز درگذشت. علت ایست قلبی متورم شدن گردن و خفگی ناشی از آن اعلام شد. رسیدگی به این پرونده به سازمان بازرسی کل کشور و دفتر بازرسی ویژه ریاست جمهوری واگذار شد. نتیجه این پرونده در رسانه‌ها و نشریات اعلام نشد.
وی در هنگام فوت در مقطع پیش‌دانشگاهی رشته علوم تجربی بود.